# Saint-Pierre-Chérignat
Saint-Pierre-Chérignat är en kommun i departementet Creuse i regionen Nouvelle-Aquitaine i de centrala delarna av Frankrike. Kommunen ligger i kantonen Bourganeuf som tillhör arrondissementet Guéret. År 2022 hade Saint-Pierre-Chérignat 165 invånare.

## Befolkningsutveckling
Antalet invånare i kommunen Saint-Pierre-Chérignat
Referens:INSEE